# Louis Deacon
Pour les articles homonymes, voir Deacon.

a Compétitions nationales et continentales officielles uniquement.

b Matchs officiels uniquement.
Dernière mise à jour le 26 janvier 2024.
Louis Deacon, né le 7 octobre 1980 à Leicester (Angleterre), est un joueur international anglais de rugby à XV. Il évolue au poste de deuxième ligne. Il est le frère aînée de Brett Deacon, également joueur professionnel de rugby à XV.

## Carrière

### En club
Louis Deacon commence le rugby à huit ans à Wigston, puis joue au Ratcliffe College.
Il rejoint l'Academy (centre de formation) des Leicester Tigers en 1997. Il fait ses débuts professionnels avec le club en 2000. Il remporte à quatre reprises le championnat d'Angleterre. 
Il est contraint d'arrêter sa carrière de joueur en février 2015 à la suite d'une blessure, après quinze saisons et 274 matchs joués.

### En équipe nationale
Louis Deacon joue dans un premier temps pour la sélection anglaises des moins de 21 ans, puis pour les England Saxons,.
Il a honoré sa première cape internationale en équipe d'Angleterre le 26 novembre 2005 contre l'équipe des Samoa.
Il participe à la Coupe du monde 2011 en Nouvelle-Zélande, disputant quatre rencontres.

## Palmarès

### En club
- Champion d'Angleterre : 2001, 2002, 2007, 2009
- Vainqueur de la coupe d'Angleterre : 2007
- Vainqueur de la coupe d'Europe : 2001, 2002
  - Finaliste : 2007, 2009
- Vainqueur du Trophée des Champions : 2002
  - Finaliste : 2001

### En équipe nationale
- 29 sélections en équipe d'Angleterre de 2005 à 2011
- Sélections par année : 1 en 2005, 2 en 2006, 5 en 2007, 5 en 2009, 5 en 2010, 11 en 2011
- Tournoi des Six Nations disputé : 2007, 2010, 2011